# Conservatoire national de Thessalonique
Le Conservatoire national de Thessalonique, ou Conservatoire d'État de Thessalonique (en grec moderne : Κρατικό Ωδείο Θεσσαλονίκης) est un établissement public qui fut fondé en 1914.